# Universidad del País Vasco-Vasconia
El Donostiako Zuzenbide Futbol Kirol Elkartea (sociedad deportiva de fútbol de derecho de San Sebastián), conocido popularmente como Universidad del País Vasco, fue un club deportivo de España, de la ciudad de San Sebastián en la provincia de Guipúzcoa (País Vasco), que jugó en la Liga Regional de Guipúzcoa. Debido a un acuerdo alcanzado con el Club Deportivo Vasconia de Donostia, desde la temporada 2007-08 comenzó a competir bajo el nombre de Universidad del País Vasco-Vasconia. Terminó desapareciendo en 2010.

## Historia
La Universidad del País Vasco (Euskal Herriko Unibertsitatea en lengua vasca) es la universidad pública del País Vasco. Fue creada en 1980 a partir de la Universidad de Bilbao y de otras facultades y colegios universitarios distribuidos por el País Vasco. Su principal peculiaridad es que sus centros educativos están dispersos por las tres capitales vascas y por otras localidades, dando la impresión de que son diferentes centros universitarios.
Aunque el rectorado de la universidad y el principal campus se encuentran en la localidad vizcaína de Lejona, el equipo de fútbol que lleva el nombre de la universidad y que de alguna manera lo representa, tiene su sede en la ciudad de San Sebastián. En San Sebastián se encuentra otro de los campus de la universidad y en él se ubica la facultad de Derecho, que es donde nació el equipo de fútbol en 1986.
El nombre oficial del club es Donostiako Zuzenbide Futbol Kirol Elkartea, que significa en lengua vasca Sociedad Deportiva de Fútbol Derecho de San Sebastián. Surgió como equipo de fútbol de la facultad, pero tras federarse y al ser el único equipo que representaba a la Universidad del País Vasco en competiciones oficiales de fútbol, ha acabado siendo conocido comúnmente como Universidad del País Vasco. Otros nombres bajo los que es conocido el club son UPV, Unibertsitatea (universidad en lengua vasca), Zuzenbide Futbol Taldea, Euskal Herriko Unibertsitatea, EHU o UPV-EHU.
Surgido como club de fútbol, en la actualidad cuenta también con secciones de badmintón, baloncesto y fútbol sala.
El hecho de contar con el respaldo de una institución importante como la Universidad del País Vasco ha permitido a este club destacar en el panorama futbolístico de Guipúzcoa en los últimos años, aunque al no existir una gran tradición de deporte universitario en el País Vasco, equiparable a la de otros países, difícilmente puede decirse que represente a los estudiantes de dicha universidad o que estos se identifiquen de especial manera con los colores del equipo.
En 1995 logró por primera vez en su historia el ascenso a la Tercera división española. En la temporada de su debut descendió de categoría, pero al año siguiente recuperó de nuevo la categoría. Desde 1997 hasta 2004 se mantuvo ininterrumpidamente en la Tercera división, llegando a clasificarse 6.º en 2002. En 2004 perdió la categoría.
Tras el descenso de categoría de 2004 el club llegó a un acuerdo para asociarse a la Real Sociedad de Fútbol y convertirse en el segundo filial del equipo realista, de manera análoga a como el Athletic Club había convertido al histórico Club Deportivo Basconia en su filial. Fruto de ese convenio, el UPV-EHU pasó a jugar en el Campo Z-7 de las instalaciones de Zubieta, propiedad de la Real Sociedad, y a nutrirse de los juveniles de la Real Sociedad. El UPV-EHU pasó a ser un equipo puente entre los juveniles y la Real Sociedad de Fútbol B que juega en la Segunda división B, una etapa en la formación de los jugadores de la cantera de la Real. Con este nuevo formato, el UPV-EHU logró ascender en la temporada 2004-05 a Tercera de nuevo, gracias a que muchos equipos vascos ascendieron a Segunda división B esa temporada. La temporada siguiente, los universitarios se mantuvieron dignamente en la categoría.
Sin embargo, cara a la temporada 2006-07, tras cambiar la dirección del fútbol base de la Real Sociedad, la Real anunció que no estimaba conveniente seguir asociado al UPV-EHU, al considerar la nueva dirección que no era necesario este equipo en la pirámide de formación del club. Sin el paraguas de la Real Sociedad y una plantilla casi totalmente nueva, el UPV acabó descendiendo de categoría este año y jugará la siguiente temporada en Regional Preferente.
Para encarar la temporada 2007-08 ha llegado a un acuerdo con el Club Deportivo Vasconia de Donostia para ejercer de primer equipo de este. El Vasconia mantiene todas sus categorías inferiores, pero ha renunciado a sacar equipo sénior. El equipo fruto de este acuerdo va a competir bajo la denominación de UPV-Vasconia. El equipo terminó desapareciendo en 2010.

## Uniforme
- Uniforme titular: Camiseta, pantalón y medias rojas.

## Estadio
El Universidad del País Vasco no posee campo propio. Tradicionalmente jugaba en el campo de fútbol de Berio, que está situado a muy poca distancia del campus universitario. En 2003 se trasladaron al campo de fútbol de Matigoxotegi, situado en el barrio de Egia, en otra parte de la ciudad de San Sebastián. Durante los dos años que fue filial de la Real Sociedad (2004-06) el UPV-EHU jugó en el campo Z-7 de la ciudad deportiva de Zubieta, ciudad deportiva situada a las afueras de la ciudad, donde entrenan la Real Sociedad de Fútbol y juegan sus equipos filiales y de fútbol base.
La última temporada, 2006-07, tras finalizar su acuerdo con la Real, el UPV regresó al Campo de Matigoxotegi. Es un campo de hierba artificial propiedad de la Federación Guipuzcoana de Fútbol. Tiene unas dimensiones de 105x65 metros. Suele ser utilizado por equipos de la zona centro y este de la ciudad (barrios de Gros, Egia e Intxaurrondo), aunque el UPV no procede de estas zonas sino de la parte oeste de San Sebastián .
De cara a la temporada 2007-08, el UPV-Vasconia utilizó el campo de fútbol de Martutene, situado en el barrio de Martutene de San Sebastián, que es donde venía jugando con anterioridad el Vasconia. Es un campo de fútbol de hierba artificial.

## Datos del club
- Temporadas en 1ª: 0
- Temporadas en 2ª: 0
- Temporadas en 2ªB: 0
- Temporadas en 3ª: 10
- Mejor puesto en la liga: 6.º (Tercera división, temporada 01-02)